# Supercoppa turca (pallavolo maschile)
La Supercoppa turca di pallavolo maschile è trofeo nazionale turco, organizzato dalla Federazione pallavolistica della Turchia.
Si affrontano i club che hanno vinto il campionato turco e la Coppa di Turchia. 

## Albo d'oro
| Edizione      | Edizione          | Podio          | Podio         | Podio          |               |
| Anno          | Sede della finale | Campione       | Risultato     | Finalista      |               |
| ------------- | ----------------- | -------------- | ------------- | -------------- | ------------- |
| 2009 Dettagli | Ankara            | İstanbul BB    | 3 - 1         | Arkas          |               |
| 2010 Dettagli | Ankara            | Ziraat Bankası | 3 - 1         | Fenerbahçe     |               |
| 2011 Dettagli | Ankara            | Fenerbahçe     | 3 - 0         | Arkas          |               |
| 2012 Dettagli | Ankara            | Fenerbahçe     | 3 - 0         | Galatasaray    |               |
| 2013 Dettagli | Bursa             | Halkbank       | 3 - 0         | Arkas          |               |
| 2014 Dettagli | Samsun            | Halkbank       | 3 - 1         | Fenerbahçe     |               |
| 2015 Dettagli | Bursa             | Halkbank       | 3 - 0         | Arkas          |               |
| 2016          | Non disputato     | Non disputato  | Non disputato | Non disputato  | Non disputato |
| 2017 Dettagli | Ankara            | Fenerbahçe     | 3 - 1         | Halkbank       |               |
| 2018 Dettagli | Ankara            | Halkbank       | 3 - 2         | Maliye Piyango |               |
| 2019 Dettagli | Ankara            | Galatasaray    | 3 - 2         | Fenerbahçe     |               |
| 2020 Dettagli | Bursa             | Fenerbahçe     | 3 - 1         | Arkas          |               |
| 2021 Dettagli | Ankara            | Ziraat Bankası | 3 - 2         | Spor Toto      |               |
| 2022 Dettagli | Ankara            | Ziraat Bankası | 3 - 0         | Arkas          |               |
| 2023 Dettagli | Ankara            | Ziraat Bankası | 3 - 1         | Halkbank       |               |
| 2024 Dettagli | Istanbul          | Arkas          | 3 - 0         | Halkbank       |               |

## Palmarès
| Squadre        | Titoli | Stagioni               |
| -------------- | ------ | ---------------------- |
| Fenerbahçe     | 4      | 2011, 2012, 2017, 2020 |
| Halkbank       | 4      | 2013, 2014, 2015, 2018 |
| Ziraat Bankası | 4      | 2010, 2021, 2022, 2023 |
| İBB            | 1      | 2009                   |
| Galatasaray    | 1      | 2019                   |
| Arkas          | 1      | 2024                   |